# Die besten Tage sind gezählt
Die besten Tage sind gezählt ist ein Remixalbum des deutschen Rappers Kool Savas, von dessen Debütalbum Der beste Tag meines Lebens. Es wurde am 5. April 2004 über die Labels Optik Records und Subword (BMG Music Entertainment) veröffentlicht. Es handelt sich nicht um ein Remixalbum im eigentlichen Sinne, da sämtliche Songs komplett neue Kompositionen (Musik sowie Text) sind – lediglich Songtitel und Reihenfolge der Titel wurden von Der beste Tag meines Lebens übernommen.

## Titelliste

### CD 1:Die besten Tage sind gezählt
1. Intro – Remix – 3:23
2. Alle in einem – Remix – 3:18
3. Don't hate – Remix (feat. SD) – 3:52
4. Optik Anthem – Remix (feat. Amar, Ercandize und SD) – 3:26
5. Gib auf – Remix (feat. Azad) – 4:27
6. Transatlantic (feat. Moses Pelham) – 4:15
7. Till' ab Joe – Remix (feat. Illmatic) – 4:25
8. Keep it Gangsta – Remix – 4:27
9. Wie S – Remix – 3:59
10. Die besten Tage sind gezählt (feat. Lumidee) – 5:42
11. Da bin, da bleib – 4:19

### CD 2:Euer bester Freund
1. Comet Intro – 0:49
2. Hände hoch Intro (Exclusive) – 1:27
3. No (Exclusive) – 1:12
4. Transatlantic – Remix – 0:56
5. Fehdehandschuh – 1:14
6. Skit (DJ Rauchstyles) – 0:20
7. Ein Rhyme – 0:43
8. Early This Morning (Exclusive) – 1:29
9. Kauf kauf – 1:15
10. Ich weiß nicht wie – 0:39
11. Skit (DJ Rauchstyles) – 0:21
12. #1 – 0:33
13. Merkst du was – 0:20
14. Dunne – 0:47
15. Moment of... (Exclusive) – 1:36
16. Ein Mann Armee (Exclusive) – 2:27
17. Neongelb – 1:37
18. Joe Budden/Lumidee Skit – 0:23
19. Fuck Peter – 1:44
20. Bei mir – 1:04
21. D.U.T/Katch Blend – 1:05
22. Elefanten – 0:45
23. Rap.de Radio Freestyle – 0:41
24. Oldschool (Exclusive) – 1:05
25. Good In US (Exclusive) – 1:16
26. Nein – 0:41
27. Live Skit – 0:37
28. Deutschlands 1 – 0:58
29. Fick uns – 0:11
30. Boyz In Da Hood (Exclusive) – 1:45
31. Boom Skit – 0:24
32. Amar – Amar 16 Bars (Exclusive) – 0:46
33. Vodoo (Exclusive) – 1:29
34. Therapie – 1:04
35. Bauernhof (Exclusive) – 0:55
36. Optik Boom – 0:35
37. Lass Rap wenn... – 0:52
38. Acapella (Exclusive) – 0:35
39. König von Deutschland – Remix – 1:03
40. Keiner ausser uns – 1:17
41. Kiss FM (Exclusive) – 0:29
42. Hooo – 1:21
43. X und quer – 0:50
44. Ready to Rumble – 0:44
45. Warum rappst du? – 1:19
46. USA Acapella – 0:41
47. Brechen das Schweigen – 1:04
48. Bitte spitte – 0:54
49. Tash Skit – 0:21
50. 10 Gebote – 0:42
51. Renexekution – 1:34
52. Reen Live – 0:24
53. Weg zum Spiel/Katch Blend – 1:17
54. Eon Skit – 0:20
55. That Smut – 1:20
56. Changes – 0:46
57. Ercandize – Intro (Snippet) – 0:46
58. Wir sind Profis (Exclusive) (feat. Ercandize und Kanious)
59. Maceo of De La Soul Skit – 1:08
60. SD – Tat Tag (Snippet) – 0:43
61. Egal was du tust (Exclusive) (feat. Caput und SD) – 2:18
62. Ashanti – Remix/Urban Audio – 1:55
63. Mya Outro – 1:52

## Singleauskopplungen
Als Singles wurden der Titelsong Die besten Tage sind gezählt und das Lied Da bin, da bleib ausgekoppelt.

## Chartplatzierungen
Die besten Tage sind gezählt stieg am 19. April 2004 auf Platz 12 in die deutschen Charts ein und belegte in den folgenden Wochen die Ränge 17, 24 und 35. Insgesamt konnte sich das Album elf Wochen in den Top 100 halten.
| ChartsChartplatzierungen | Höchstplatzierung | Wochen |
| ------------------------ | ----------------- | ------ |
| Deutschland (GfK)        | 12 (11 Wo.)       | 11     |
| Schweiz (IFPI)           | 63 (3 Wo.)        | 3      |

## Rezeption
| Professionelle Bewertungen | Professionelle Bewertungen |
| -------------------------- | -------------------------- |
| Kritiken                   |                            |
| Quelle                     | Bewertung                  |
| laut.de                    | [ 4 ]                      |

Das Online-Magazin laut.de verglich Kool Savas mit 2Pac und Jay-Z und gab dem Album die Höchstwertung von fünf möglichen Punkten:

„Kool Savas frönt dem Größenwahn. Der Berliner Rap-Gott und Label-Boss versah sein Erfolgsalbum ‚Der Beste Tag Meines Lebens‘ mit neuen Beats und Raps und schenkt seinen Fans zum ‚Die Besten Tage Sind Gezählt‘-Release eine Mixtape-CD mit 63 Tracks. Sein Vorbild als Workaholic: die US-Superstars 2Pac und Jay-Z. […] Mit den neuen zehn Remixen tritt Kool Savas allen entgegen, die ihn ob der sehr positiven Originalversion aus dem Jahre 2002 bereits als ‚Pop‘ abgestempelt hatten. Back To The Roots zum Battle Rap, heißt die Devise. […] Niemals zuvor wurde so variabel, aggressiv, tight und unterhaltsam in deutscher Sprache gerappt. First we take Berlin, then we take New York. Für Europas ersten Emcee keine Utopie mehr. Der King is back!“